# Bussy-Saint-Georges
 Bussy-Saint-Georges  es una población y comuna francesa, en la región de Isla de Francia, departamento de Sena y Marne, en el distrito de Torcy y cantón de Torcy.

## Demografía
| 453 | 462 | 441 | 456 | 1 545 | 9 205 | 18 772 |
| Para los censos de 1962 a 1999 la población legal corresponde a la población sin duplicidades (Fuente: INSEE [Consultar]) |     |     |     |       |       |        |

## Personajes legados a la ciudad
Maurice Boitel, pintor